# USS Vermont (BB-20)

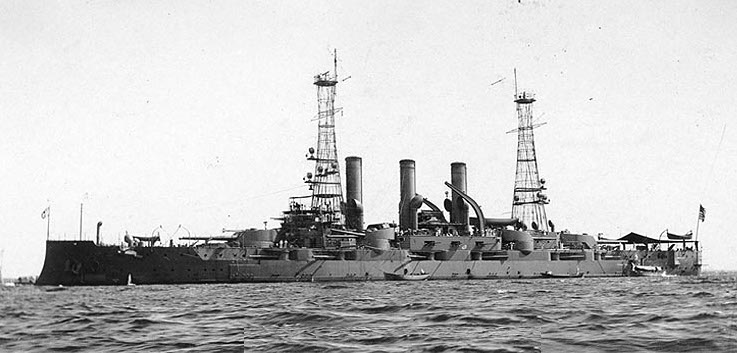
USS Vermont (BB-20)

USS Vermont (BB-20) byl americký predreadnought pojmenován podle amerického státu Vermont. Jednalo se o třetí jednotku třídy Connecticut.

## Stavba
Stavba lodi začala 21. května 1904 v loděnici Fore River Shipyard, která postavila např. bitevní loď USS Massachusetts (BB-59). Roku 1905 byl Vermont spuštěn na vodu a dne 4. března 1907. Jejím prvním velitelem se stal William Parker Potter.

## Technické specifikace
Vermont na délku měřil 139,09 m a na šířku 23,42 m. Ponor lodi dosahoval do hloubky 7,47 m a standardní výtlak lodi činil 16 260 t. O pohon lodi se staralo 12 uhelných kotlů Babcock & Wilcox, které byly schopny vyvinout výkon 16 500 koní a loď pohánět rychlostí 33 km/h.

## Výzbroj
Primární výzbroj tvořily 2 dělové věže s děly ráže 305 mm. Sekundární výzbroj tvořily 4 dvojitá děla ráže 203 mm. Dále zde bylo nainstalovaných 12 kanónů ráže 178 mm, 20 kanónů ráže 76 mm, 12 kanónů QF 3-pounder ráže 47 mm, 4 auto-kanóny QF 1-pounder ráže 37 mm a 4 torpédomety s torpédy o průměru 533 mm.